# П'єтро Феррарі
П'єтро Феррарі (італ. Pietro Ferrari, 24 серпня 1914, Реджо-нель-Емілія — 1982) — італійський футболіст, що грав на позиції воротаря.
Виступав, зокрема, за клуб «Болонья», а також національну збірну Італії.
Триразовий чемпіон Італії.

## Клубна кар'єра
У дорослому футболі дебютував 1933 року виступами за команду «Реджана», в якій провів три сезони, взявши участь у 32 матчах чемпіонату.
Далі грав клубі «Болонья», до складу якого приєднався 1936 року. Відіграв за болонської команду наступні одинадцять сезонів своєї ігрової кар'єри. Перші три сезони лишався резервістом Карло Черезолі, а основним воротарем став з 1939 року. За цей час тричі виборював титул чемпіона Італії. В 1939 році виступав у Кубку Мітропи, де «Болонья» вилетіла у півфіналі. В 1946 році виграв з командою Кубок Верхньої Італії. У фіналі «Болонья» двічі переграла клуб «Новара» (2:1, 4:1).
Завершив ігрову кар'єру в команді «Реджяна», у складі якої вже виступав раніше. Повернувся до неї 1947 року, захищав її кольори до припинення виступів на професійному рівні в 1948 році.

## Виступи за збірну
1940 року дебютував в офіційних матчах у складі національної збірної Італії. Зіграв у товариському матчі проти збірної Угорщини (1:1). Цей матч залишився для нього єдиним у національній команді.
Помер 1 січня 1982 року на 68-му році життя.
| Дата      | Місто | Господарі | Результат | Гості    | Турнір           | Голи | Примітки |
| --------- | ----- | --------- | --------- | -------- | ---------------- | ---- | -------- |
| 1-12-1940 | Генуя | Італія    | 1 – 1     | Угорщина | товариський матч | −1   |          |
| Усього    |       | Матчів    | 1         |          | Голів            | −1   |          |

### Статистика виступів у кубку Мітропи
| №                      | Розіграш               | Стадія                 | Дата та місце проведення | Команда 1              | Рахунок | Команда 2        | Голи та інші дії |
| ---------------------- | ---------------------- | ---------------------- | ------------------------ | ---------------------- | ------- | ---------------- | ---------------- |
| 1                      | 1939                   | 1/4                    | 18.06.1939, Бухарест     | Венус (Бухарест)       | 1:0     | Болонья          |                  |
| 2                      | 1939                   | 1/4                    | 25.06.1939, Болонья      | Болонья                | 5:0     | Венус (Бухарест) |                  |
| 3                      | 1939                   | 1/2                    | 9.07.1939, Болонья       | Болонья                | 3:1     | Ференцварош      |                  |
| 4                      | 1939                   | 1/2                    | 16.07.1939, Будапешт     | Ференцварош            | 4:1     | Болонья          |                  |
| Всього у кубку Мітропи | Всього у кубку Мітропи | Всього у кубку Мітропи | Всього у кубку Мітропи   | Всього у кубку Мітропи | 4       |                  | 0                |

## Титули і досягнення
- Чемпіон Італії (3):

«Болонья»: 1936–1937, 1938–1939, 1940–1941
- Кубок Верхньої Італії (1):

«Болонья»: 1946